# SN 2002P
SN 2002P – supernowa odkryta 9 stycznia 2002 roku w galaktyce A022905+0047. W momencie odkrycia miała maksymalną jasność 23,80m.